# Марімар
«Марімар» (ісп. Marimar) — мексиканська теленовела, створена продюсером Веронікою Пімштайн для компанії Televisa. Він заснований на теленовели 1977 року «Помста». У головних ролях Талія та Едуардо Капетільйо. Він виходив на телеканалі El Canal de las Estrellas з 31 січня по 26 серпня 1994 року.

## Сюжет
Марімар — бідна молода невинна дівчина, яка живе зі своїми дідусем і бабусею в хатині на березі океану в Сан-Мартін-дела-Коста. Вона закохується в Серхіо, сина багатого фермера Ренато Сантібаньєса. Серхіо погоджується одружитися з Марімар, незважаючи на несхвалення свого батька й мачухи Анжеліки, але по дорозі він глибоко в неї закохується.

## У ролях
| Актор                 | Роль                                                                        |
| --------------------- | --------------------------------------------------------------------------- |
| Талія                 | Марімар Перес де Сантібаньєс / Марія дель Мар Альдама Перес / Белла Альдама |
| Едуардо Капетільйо    | Серхіо Сантібанес                                                           |
| Мігель Палмер         | Густаво Альдама                                                             |
| Гільєрмо Гарсіа Канту | Бернардо Дуарте                                                             |
| Альфонсо Ітурральде   | Ренато Сантібаньєс                                                          |
| Рене Муньос           | батько Порреса                                                              |
| Марта Замора          | Перфекта                                                                    |
| Шанталь Андере        | Анжеліка Лопес де Сантібаньєс                                               |
| Ада Карраско          | Мама Круз                                                                   |
| Тіто Гісар            | Папа Панчо                                                                  |
| Карлос Бесерріль      | Пульгозо (голос)                                                            |
| Пітука де Форонда     | тітка Есперанса                                                             |
| Луїс Гатіка           | Чуй                                                                         |
| Кенія Гаскон          | Антонієта Лопес                                                             |
| Даніель Говрі         | Артуро                                                                      |
| Тоньо Інфанте         | Нікандро Мехія                                                              |
| Джулія Марішаль       | Негра Корасон                                                               |
| Френсіс Ондів'єла     | Бренда                                                                      |
| Марісоль Сантакруз    | Моніка                                                                      |
| Ана Луїза Пелуффо     | Сельва                                                                      |
| Марта Офелія Галіндо  | Хосефіна                                                                    |
| Рафаель дель Вільяр   | Естебан                                                                     |
| Нікі Монделліні       | Джема                                                                       |
| Фернандо М. Гутьєррес | Чіко                                                                        |
| Розанхела Бальбо      | Еухенія                                                                     |
| Рікардо Блуме         | Фернандо Монтенегро                                                         |
| Хуан Карлос Серран    | Уліс                                                                        |
| Амаірані              | Наталія Монтенегро                                                          |
| Марсело Буке          | Родольфо Сан-Геніс                                                          |
| Серрана               | Аліна                                                                       |
| Індра Зуно            | Іносенсія дель Кастільо і Коркуера                                          |
| Гортензія Клавіхо     | Ла Кукарача                                                                 |
| Патрисія Навідад      | Ізабель                                                                     |
| Фернандо Колунга      | інженер Адріан Росалес                                                      |
| Агустін Мансо         |                                                                             |
| Мануель Негрете       |                                                                             |
| Хуліо Канесса         |                                                                             |

## Сезони
| Сезон | Епізоди | Епізоди | Оригінальний показ | Оригінальний показ | Оригінальний показ        |
| Сезон | Епізоди | Епізоди | Перший показ       | Останній показ     | Мережа                    |
| ----- | ------- | ------- | ------------------ | ------------------ | ------------------------- |
| 1     | 149     | 149     | 31 січня 1994      | 26 серпня 1994     | El Canal de las Estrellas |

## Аудиторія
| Країна трансляції | Сезон | Розклад       | Серії | Перший ефір     | Перший ефір | Останній ефір    | Останній ефір | Середній бал |
| Країна трансляції | Сезон | Розклад       | Серії | Дата            | Дата        | Дата             | Дата          | Середній бал |
| ----------------- | ----- | ------------- | ----- | --------------- | ----------- | ---------------- | ------------- | ------------ |
| Мексика           | 1     | 21:30 — 22:00 | 149   | 31 січня 1994 р | Н/Д         | 26 серпня 1994 р | Н/Д           | Н/Д          |

## Версії
| Рік  | Країна    | Українська назва | Оригінальна назва | Кількість | Кількість | В головних ролях                                                     | Компанія                | Канал                  |
| Рік  | Країна    | Українська назва | Оригінальна назва | сезонів   | серій     | В головних ролях                                                     | Компанія                | Канал                  |
| ---- | --------- | ---------------- | ----------------- | --------- | --------- | -------------------------------------------------------------------- | ----------------------- | ---------------------- |
| 1974 | Венесуела | Незламний        | La indomable      | 1         | 20        | Марина Баура, Еліо Рубенс і Барбара Тейде                            | RCTV                    | RCTV                   |
| 1977 | Мексика   | Помста           | La venganza       | 1         | 149       | Елена Рохо, Енріке Лізальде                                          | Televisa                | Canal 2                |
| 2007 | Філіппіни | Марімар          | Marimar           | 1         | 155       | Маріан Рівера, Діндон Дантес                                         | GMA Entertainment Group | GMA Network            |
| 2013 | Мексика   | Непокірне серце  | Corazón indomable | 1         | 161       | Ана Бренда Контрерас, Даніель Аренас, Елізабет Альварес, Сесар Евора | Televisa                | Canal de las Estrellas |
| 2015 | Філіппіни | Марімар          | Marimar           | 1         | 100       | Меган Янг, Том Родрігез                                              | GMA Entertainment Group | GMA Network            |